# Tenshōin
Tenshōin (天璋院, 5 februari 1836 - 20 november 1883), of ook gekend als Atsuko (篤子) was de vrouw van Tokugawa Iesada (徳川 家定), de 13e shogun van het Tokugawa-shogunaat in Japan.
Tenshōin werd Katsuko (一子) genoemd bij haar geboorte. Nadat ze werd geadopteerd door Shimazu Nariakira (島津 斉彬), veranderde haar naam naar Shimazu Atsuko (島津 篤子). Ze veranderde haar naam naar Fujiwara no Sumiko (藤原の敬子) nadat ze werd geadopteerd door Konoe Tadahiro (近衛 忠熙).

## Jeugd
Katsuko, dochter van Shimazu Tadatake(島津忠剛), werd geboren op 5 februari in 1836 in het Kagoshima prefecture. Haar vader was het gezinshoofd van Imaizumi Shimazu (今和泉島津), een deel van de Shimazu familie. Aangezien beide ouders van een adellijke familie kwamen, werd Katsu later uitgehuwelijkt.

## Adopties

### Atsuko (篤子)
In 1853 werd Katsu geadopteerd door Shimazu Nariakira. Katsu veranderde haar naam naar Shimazu Atsuko. Omdat Nariakira een daimyo was, kreeg zijn dochter de titel 'prinses' waardoor Atsuko ook Atsu-hime wordt genoemd.
Nariakira had veel invloed op de shogun en wou zijn macht uitbreiden tot buiten Satsuma. Door Atsuko te laten trouwen met de shogun, kon hij nog meer macht hebben. Hij had echter ook een ander doel: hij hoopte dat Atsuko invloed kon uitoefenen op het kiezen van een nieuwe shogun door ze te laten trouwen met iemand van de Tokugawa clan, zodat Tokugawa Yoshinobu (徳川 慶喜) de volgende shogun werd.

### Fujiwara no Sumiko (藤原の敬子)
Niet iedereen ging akkoord met het idee om Atsuko te laten trouwen met de shogun omdat het tegenin de traditie ging. Om Atsuko toch te kunnen laten trouwen met de shogun, liet Nariakira haar adopteren in 1856 door Konoe Tadahiro. Haar naam veranderde toen naar Fujiwara no Sumiko.

## Tenshōin (天璋院)
In november 1856 trouwde Atsuko met Tokugawa Iesada. Zij werd hierdoor de 'eerste vrouw van Japan' en de Midaidokoro (御台所).
In 1858 overleed Tokugawa Iesada en werd Atsuko een weduwe op jonge leeftijd. Ze veranderde haar naam naar Tenshōin, een naam dat gepaard ging met de boeddhistische naam van haar man, Onkyōin.
Tenshōin was na de dood van haar man actief in de politiek en rechtbank. Zij was de stiefmoeder van de volgende shogun Tokugawa Iemochi en adviseerde hem.

### Boshin oorlog (戊辰戦争 )
In 1868 brak de Boshin-oorlog uit. De Satsuma clan vroeg aan Tenshōin om terug te keren naar Satsuma, maar zij weigerde en bleef in het kasteel van Edo. Samen met Seikan'in, de vrouw van Tokugawa Iemochi, speelde Tenshōin een belangrijke rol in de overgave van Edo: ze waren er in geslaagd om overeen te komen met beide partijen zodat de val van Edo zonder bijkomende slachtoffers kon gebeuren.
Na de oorlog had Atsuko een rustig leven. In 1872 verhuisde ze naar Akasaka, Fukuyoshi-chô waar ze mee met het opvoeden en opleiden hielp van Tokugawa Iesato. Op 20 november 1883 stierf Atsuko op 47-jarige leeftijd. Zij werd begraven in Kan'ei-ji in Ueno, samen met Tokugawa Iesada.